# Oedignatha mogamoga
Oedignatha mogamoga är en spindelart som beskrevs av Marples 1955. Oedignatha mogamoga ingår i släktet Oedignatha och familjen flinkspindlar. Inga underarter finns listade i Catalogue of Life.